# Përparim (nome)
Përparim  è un nome proprio di persona albanese maschile.

## Origine e diffusione
Riprende il termine albanese përparim che vuol dire "progresso", "avanzamento"; ha quindi lo stesso significato del nome Procopio.

## Onomastico
Il nome non è portato da alcun santo, quindi è adespota; l'onomastico si può eventualmente festeggiare il 1º novembre in occasione di Ognissanti.

## Persone

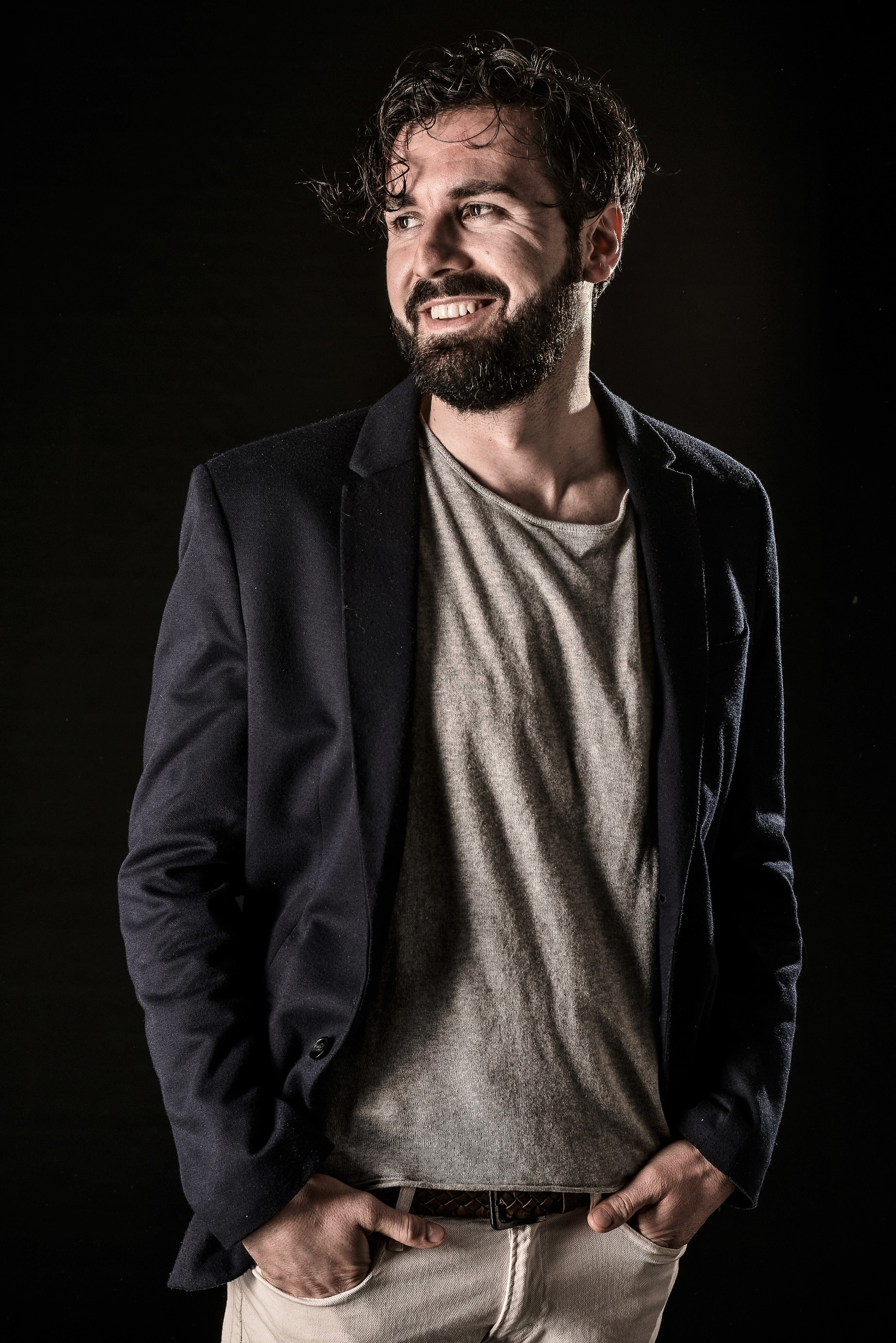
Përparim "Rimi" Beqiri

- Përparim Beqiri, attore italo-albanese
- Përparim Daiu, calciatore e allenatore di calcio albanese
- Përparim Hetemaj, calciatore finlandese